# Roberto Vivarelli
Roberto Vivarelli (Siena, 8 dicembre 1929 – Roma, 14 luglio 2014) è stato uno storico italiano, professore emerito di storia contemporanea della Scuola Normale Superiore di Pisa.

## Biografia
Nato e vissuto a Siena, nell'estate del 1944 raggiunse Milano per arruolarsi nelle Brigate Nere della Repubblica Sociale Italiana. Percorso di vita, questo, scelto per fedeltà alla memoria del padre, fascista e volontario nella Campagna dei Balcani, poi ucciso dai partigiani in Jugoslavia, nel 1942.
Conclusasi amaramente per lui la stagione della RSI, completò gli studi superiori e, subito dopo, iniziò ad insegnare in un centro di recupero per feriti di guerra (dove era stato anch'egli ricoverato), esperienza, questa, che fu fondamentale per la sua formazione, e che ne influenzerà le scelte future.
Conseguì quindi la laurea nel 1954 all'Università di Firenze, perfezionandosi poi sia all'Università della Pennsylvania che presso l'Istituto Italiano per gli Studi Storici di Napoli, dove ebbe per maestro Federico Chabod. Durante il soggiorno napoletano, fu pure discepolo dello storico socialista Gaetano Salvemini, il quale gli affidò la redazione dei suoi scritti sul fascismo, conservati in Italia e negli Stati Uniti d'America, e poi in gran parte pubblicati a cura di Vivarelli.
Libero docente nel 1967, già assistente alla cattedra di storia moderna all'Università di Siena dal 1962, qui divenne professore straordinario di storia contemporanea nel 1972, quindi ordinario della stessa disciplina nel 1975. Successivamente, dal 1977 al 1979, ha insegnato storia contemporanea presso la Facoltà di Lettere dell'Università di Firenze, e, dal 1986, resse la stessa cattedra alla Scuola normale superiore di Pisa, fino al pensionamento, quindi la nomina a professore emerito. È stato visiting professor e research fellow, tenendo altresì cicli di conferenze e lectio magistralis, in varie sedi universitarie straniere tra le quali Harvard, Princeton e Oxford.
Si è occupato principalmente della storia dell'Ottocento e del Novecento, con particolare attenzione alla storiografia italiana. 
Di grande rilevanza, in particolare, fu la sua monumentale e dettagliata opera sulla nascita del fascismo, dal titolo Storia delle origini del fascismo. L'Italia dalla grande guerra alla marcia su Roma, pubblicata in tre volumi a partire dal 1965 e completata, con il terzo ed ultimo volume, nel 2012. Si tratta della più importante e circostanziata opera storiografica sul fascismo mai realizzata, relativamente al periodo 1918-1922, basata su studi, ricerche e disamine documentali durati nel complesso oltre mezzo secolo, e nella quale vengono minuziosamente individuate e analizzate le cause storiche, politiche e sociali che furono alla base del fascismo.
Fu membro di varie accademie italiane e straniere, fra cui l'Accademia Europea.

## Opere principali
- G. Salvemini, Scritti sul fascismo, vol. I, a cura di R. Vivarelli, Milano, Feltrinelli, 1961.
- G. Sorel, Scritti politici, a cura di R. Vivarelli, Torino, UTET, 1963.
- Il dopoguerra in Italia e l'avvento del fascismo (1918-1922), Napoli, Istituto Italiano per gli studi storici, 1967.
- Benito Mussolini, dal socialismo al fascismo, Napoli, Edizioni scientifiche italiane, 1967.
- Italia liberale e fascismo: considerazioni su di una recente storia d'Italia, Napoli, Edizioni scientifiche italiane, 1970.
- G. Salvemini, Scritti sul fascismo, vol. II, a cura di R. Vivarelli, Milano, Feltrinelli, 1974.
- Il fallimento del liberalismo. Studi sulle origini del fascismo, Bologna, il Mulino, 1981.
- Profilo di storia, vol. I: L'età medievale, vol. II: L'età moderna, vol. III: L'età contemporanea, Firenze, La Nuova Italia, 1996-1999 (con successive edizioni).
- Manuale di storia, 3 voll., Firenze, La Nuova Italia, 1997.
- La fine di una stagione. Memorie 1943-1945, Bologna, Il Mulino, 2000.
- Storia e storiografia: approssimazioni per lo studio dell'età contemporanea, Roma, Edizioni di storia e letteratura, 2004.
- I caratteri dell'età contemporanea, Bologna, Il Mulino, 2005.
- Fascismo e storia d'Italia, Bologna, il Mulino, 2008.
- Liberismo, protezionismo, fascismo. Un giudizio di Luigi Einaudi, Soveria Mannelli (CZ), Rubbettino, 2011 (ristampa della prima edizione del 1981).
- Italia 1861, Bologna, il Mulino, 2011.
- Storia delle origini del fascismo. L'Italia dalla grande guerra alla marcia su Roma, vol. I, II, III, Bologna, il Mulino, 1967, 1991, 2012.